# Bitwa pod Morannonem
Bitwa pod Morannonem – bitwa ze stworzonej przez J.R.R. Tolkiena mitologii Śródziemia.
Było to ostatnie starcie pomiędzy siłami ludzi z Gondoru i Rohanu a armią Saurona, w którym walczyli także niektórzy członkowie Drużyny Pierścienia. Poświęcone jej są rozdział dziesiąty księgi piątej i fragment rozdziału czwartego księgi szóstej Powrotu króla, trzeciej części Władcy Pierścieni.

## Bitwa pod Morannonem
Batalia stoczona 25 marca 3019 roku Trzeciej Ery pomiędzy wojskami Gondoru i Rohanu a armią Saurona podczas Wojny o Pierścień.

### Armia Zachodu i jej cele
Dnia 18 marca 3019 roku z Minas Tirith wymaszerowała Armia Zachodu, połączone oddziały Gondorczyków oraz Rohirrimów, dowodzone przez Aragorna II, Gandalfa Białego, Éomera i Imrahila. Na wyprawę tę ruszyli również trzej członkowie Drużyny Pierścienia – Legolas, Gimli i Pippin Tuk, a także Strażnicy Północy z Szarej Drużyny oraz Elladan i Elrohir, synowie Elronda. W sumie siły te liczyły 6000 piechurów i 1000 jeźdźców. Cała reszta wojsk Gondoru i Rohanu pozostała w Minas Tirith, gotowa bronić miasta. Głównym celem jaki postawili przed sobą Wodzowie Zachodu nie było pobicie wojsk Mordoru, lecz odciągnięcie uwagi Saurona od jego własnego kraju. Chciano w ten sposób dać większe szanse Frodowi Bagginsowi i Samowi Gamgee na dotarcie do Góry Przeznaczenia wraz z Pierścieniem. Nikt jednak nie miał wielkiej nadziei na zwycięstwo.

### Wyprawa na Mordor
Po przekroczeniu Anduiny w Osgiliath Armia Zachodu początkowo maszerowała w kierunku Minas Morgul. Jednak przy Rozstaju Dróg postanowiono skierować się na Morannon. U skrzyżowania traktów pozostawiono silny oddział Strażników Ithilien dla odparcia ewentualnego natarcia wroga z Morgulu lub z południa. Dalszy marsz przebiegał spokojnie. 21 marca pobito niewielki oddział orków i Easterlingów, którzy usiłowali wciągnąć straż przednią w zasadzkę. Wszyscy jednak nadal obawiali się najgorszego, zwłaszcza że Nazgûle na skrzydlatych bestiach zaczęły śledzić marsz wojsk Aragorna. Upiory szerzyły też strach wśród żołnierzy samą swoją obecnością. Gdy Armia opuściła Ithilien i wkroczyła na tereny zniszczone ongiś przez Saurona (zwano je Pustacią Morannonu), części ludzi zabrakło odwagi by dalej maszerować,

(...) przywykli Mordor uważać nie za kraj istniejący rzeczywiście, lecz za symbol zła, za legendę nie mającą nic wspólnego z ich powszednim życiem. Teraz nagle koszmarny sen okazał się okrutną jawą, a nieszczęśnicy nie rozumieli ani sensu tej wojny, ani dlaczego los ich właśnie w jej wiry zepchnął.

Aragorn wysłał więc ich by odbili wyspę Cair Andros, zajętą przez żołdaków Saurona.

### Ustawienie Armii Zachodu
25 marca Armia Zachodu stanęła pod Czarną Bramą. Liczyła teraz 6000 żołnierzy. W zasadzie była bez szans w walce z wielokrotnie silniejszym, jak się spodziewano, przeciwnikiem. Wodzowie ustawili swoich podkomendnych na dwóch blisko położonych pagórach, usypanych z kamieni, żużlu i ziemi w wyniku prac orków. Na jednym zajął pozycję Aragorn z Gandalfem, a na drugim Éomer wraz z Imrahilem. Tuż naprzeciw Bramy Mordoru, skąd miał przyjść najsilniejszy atak, ustawili się synowie Elronda, a obok nich Strażnicy Północy, rycerze z Dol Amrothu i najdzielniejsi spośród gwardzistów z Minas Tirith.

### Początek bitwy
Przed samą batalią Wodzowie, wraz z członkami Drużyny Pierścienia, spotkali się z Rzecznikiem Saurona. Odrzucili jego żądania i zaraz potem Sauron rzucił swe siły do ataku. Jego wojska były co najmniej dziesięciokrotnie liczniejsze od sił Gondoru i Rohanu. Z otwartych wrót Morannonu wylało się mnóstwo orków, wilków, trolli i ludzi, Haradrimów. Zza wschodniej z Zębatych Wież wysunęły się oddziały Easterlingów, a na niebie pojawiły się Nazgûle, szerząc strach swym morderczym krzykiem. W krótkim czasie żołdacy Saurona otoczyli rozpaczliwie broniącą się Armię Zachodu. Walka była zacięta, szczególnie gdy włączyły się do niej trolle z Gorgoroth (walcząc z nimi zostali zranieni Pippin i Beregond). Kolejne ataki żołnierzy Mordoru załamywały się, ale sytuacja otoczonych zdawała się przesądzona.

Wzbierające morze nieprzyjacielskiej armii niemal zalewało wodzów Zachodu.

### Rozstrzygnięcie
W pewnym momencie niespodziewanie nadleciały liczne orły z Gór Mglistych pod wodzą Gwaihira, które zaatakowały Nazgûle. Upiory Pierścienia nie stawiły im czoła, bowiem Sauron nakazał im lecieć do Góry Przeznaczenia, by zdobyły Pierścień, który doniósł tam Frodo. Władca Ciemności, pochłonięty myślami o bezcennym dla niego klejnocie, przestał pchać do walki swoich żołdaków, którzy (...) patrząc w oczy przeciwników zobaczyli teraz zabójczą światłość i zlękli się jej. Żołnierze Gondoru i Rohanu ruszyli do kontrataku ze swych pozycji. W tym momencie został zniszczony Pierścień, co doprowadziło do unicestwienia Saurona, którego wojska poszły rozsypkę. Fortyfikacje Czarnej Bramy runęły, a orkowie i trolle, pozbawieni władcy, nie wiedzieli co robić. Jedni z nich sami się zabijali, inni zaś kryli się w jaskiniach. Spośród ludzi tylko najbardziej oddani Sauronowi Easterlingowie i Haradrimowie rzucili się do beznadziejnej walki. Większość zaczęła uciekać, a inni poddali się.
Bitwa pod Morannonem zakończyła się wielkim i niespodziewanym zwycięstwem Armii Zachodu. Wojska Saurona poniosły zaś całkowitą i ostateczną klęskę. O wyniku tej batalii przesądziło, nie ujmując nic męstwu podkomendnych Aragorna, przede wszystkim jednak zniszczenie Pierścienia.

## Ekranizacja Petera Jacksona
W ekranizacji Władcy Pierścieni, w reżyserii Petera Jacksona, bitwa pod Czarną Bramą pokazana jest w filmie Powrót króla. Jej przebieg różni się nieco od opisu z powieści.
W filmie Armia Zachodu formuje przed Morannonem szyk przypominający wielkie koło. Po spotkaniu Wodzów z Rzecznikiem Saurona i zabiciu go przez Aragorna (scena pokazana tylko w wersji reżyserskiej Powrotu króla, wydanej na DVD) następuje atak armii Władcy Ciemności. Olbrzymie masy orków otaczają żołnierzy Gondoru i Rohanu, którzy w oddali widzą Barad-dûr, siedzibę Saurona. W pewnym momencie Aragorn rzuca się do ataku na przeciwników, a za nim rusza cała armia. Zacięta walka jest zestawiona ze scenami rozgrywającymi się na Górze Przeznaczenia. Pokazane też zostają orły, które nadlatują z pomocą i atakują Nazgûle. Natomiast Aragorn o mało nie ginie w pojedynku z trollem, lecz ratuje go zniszczenie Pierścienia – armia Saurona idzie w rozsypkę, a żołnierze Zachodu widzą upadek Czarnej Wieży.
Warto nadmienić, iż w filmowej batalii bierze też udział Merry Brandybuck, choć w powieści pozostał on w Minas Tirith. Początkowo też Jackson zamierzał wprowadzić do bitwy samego Saurona, który miał stanąć do walki z Aragornem (podobnie jak w Drużynie Pierścienia walczy z Elendilem i Isildurem). Mimo nakręcenia tej sceny, ostatecznie reżyser nie włączył jej do filmu, a Sauron został zastąpiony przez wspomnianego trolla.